# Лужичкосрпске новине
За друге употребе, погледајте Српске новине.
Сербске новини (глсрп. Serbske Nowiny — „Лужичкосрпске новине”) дневни је лист у Немачкој на горњолужичкосрпском језику, који излази у Бауцену од 1842. године.

## Историја
Године 1842. у Будишину (сада је Бауцен) је објављен први број дневних новина „Тиђенска новина”. Његов уредник био је Х. Зејлер. Новине су биле ограничене у извештавању спољне политике. Револуција 1848–1849. година донела је слободу новинама: од 25. марта 1848. године лист више није био подложан цензури. У јесен 1848. године Ј. А. Смолер постао је нови уредник, који је подржавао лужичкосрпски национални покрет. У јануару 1849. године име је промењено у множини — „Тиђењске новини”. Године 1854. А. Смолер је преименовао новине у Сербске новини. Од 1875. године новине су штампане у Смолеровој штампарији. Након његове смрти (1884) његов син Марко Смолер постао је нови уредник (уредник 1884—1933. година и 1935—1937. година). Током Првог светског рата новине нису подржавале војну пропаганду, стога су биле подвргнуте снажној цензури. Од 1920. године новине су почеле да излазе свакодневно, имале су 6000 претплатника.
Од 1933. до 1935. године уредник био је А. Дучман. У априлу 1933. године новине су забрањене током осам дана, а новинари су ухапшени. У августу 1937. године Гестапо је заузило уредништво, и новине су престале да постоје. Године 1947. издавачко предузеће „Домовина” основала је дневни лист „Нова доба”, које су од 1955. године почеле да се објављују шест пута недељно. Након уједињења Немачке лист је добио слободу мишљења и усвојио старо име — Сербске новини, које се од 1991. године објављује пет пута недељно.